# Gustaf Boivie
Gustaf Karl Fredrik Boivie, född 27 november 1864 i Klara församling, Stockholm, död 12 januari 1951 i Ängelholm, var en svensk sportskytt som deltog i olympiska sommarspelen 1912 i Stockholm. Han ingick där i det segrande svenska laget i miniatyrgevär. Han deltog även i tre individuella grenar. Boivie kom på 11:e plats i duellpistol 30 m, på 15:e plats i gevär 25 m mot figur och på 42:a plats i fripistol 50 m.